# Прапор Волновахи
Міськи́й пра́пор Волновахи — офіційний символ міста Волноваха Донецької області. Затверджений 10 вересня 1999 р. рішенням №ХХІІІ-14/13 XIV сесії міської ради XXIII скликання.
Автори - Є.Малаха, М.Стародубцев.

## Опис
Прямокутне полотнище зі співвідношенням сторін 2:3 складається з двох рівновеликих горизонтальних смуг - синьої та жовтої, на жовтому тлі йде синя горизонтальна хвиляста смуга з трьома білими фонтанами води, яка виходить синіми лініями на поверхню.